# Паллавичино, Франческо Мария Сфорца
Франче́ско Мари́я Сфо́рца Паллавичи́но (итал. Francesco Maria Sforza Pallavicino; 28 ноября 1607, Рим, Папская область — 4 июня 1667, там же) — итальянский кардинал, философ, церковный деятель, богослов, теоретик литературы, историк церкви и поэт.

## Биография
Родился 28 ноября 1607 в Риме в семье Алессандро Паллавичино ди Дзибелло и Франчески Сфорца ди Санта Фьора. Окончил римский университет Сапиенца, получив две степени бакалавра — в области юриспруденции в 1625 году и в области богословия в 1628 году. В 1630 году принял постриг, с 1631 года входил в состав Римской прелатуры. Однако, в 1632 году впал в немилость папы Урбана VIII за то, что вступился за своего друга Джованни Баттисту Чамполи. В результате в том же году был фактически изгнан из Рима и отправлен губернатором в Ези, с 1633 года занимал ту же должность в Орвието, а с 1636 года в Камерино. С 1637 года член Ордена иезуитов. С 1639 по 1652 годы — преподаватель Римской коллегии (в 1639—1640 годах — логики, в 1640—1641 годах — натурфилософии, в 1641—1642 годах — метафизики. С 1644 года получил собственную кафедру, сменив Хуана де Луго. С 1640-х годов активно занялся литературным творчеством, сочинив и опубликовав множество произведений философского, богословского и художественного содержания с оригинальным взглядом на эстетику. В 1651 году в качестве эксперта участвовал в нескольких процессах, касавшихся учения Корнелия Янсентия.
В 1656—1657 годах сочинил по поручению папы Александра VII главный труд своей жизни — «Историю Тридентского собора», призванный опровергнуть одноимённое сочинение Паоло Сарпи, вышедшее в 1619 году. В этом труде Палловичино не столько стремился дать описание собора и принятых на нём решений, сколько опровергнуть выводы Сарпи о непогрешимости папы. Паллавичино выступил как ярый сторонник папы. Сочинение сразу вызвало бурные дискуссии как среди католиков, так и среди протестантов, отголоски которых продолжались вплоть до XIX века.
После успешного написания труда об истории Тридентского собора Паллавичино стал одним из ближайших советников папы, хотя до определённого момента не имел никакого официального статуса. В 1656 году был среди основных движителей издания папской буллы касательно непотизма. Под давлением в том числи и Паллавичино, булла оказалась достаточно умеренной: она не запрещала назначение родственников на высокие церковные посты, а лишь требовала, чтобы до назначения эти люди имели стаж священничества и характеризовались умеренностью в повседневной жизни. В последующие годы Паллавичино добился принятия Александром VII ещё нескольких булл, характеризовавшихся умеренно-реформаторским подходом. 10 ноября 1659 года получил титул кардинала от титулярной церкви Санта-Сузанна, через год сменив её на Сан-Сальваторе-ин-Лауро. В последние годы жизни занимался написанием биографии Александра VII, которая так и не была им окончена.
Многие близкие папскому престолу лица полагали Паллавичино вероятным кандидатом на пост следующего папы. Однако, он скончался в Риме 4 июня 1667 года — менее чем через месяц после смерти Александра VII.

## Имя
Отдельные источники указывают Сфорца как одну из фамилий Паллавичино, причём эта путаница началась ещё при его жизни. Дополнительным поводом для подобных сомнений является фамилия его матери — Сфорца ди Санта Фьора. Однако, Сфорца является одним из его личных имён — 2 декабря 1607 года он был крещён в церкви Сант-Аполлинаре под именем Франческо Мария Сфорца; его крёстными были кардинал Шипьоне Боргезе и Диана Виттори — жена князя Джироламо Карафы, оба племянники римского папы. При жизни Паллавичино использовал это редко встречающееся имя как основное, однако оно стало причиной недопонимания как со стороны современников, так и потомков.

## Сочинения
- Fasti sacri (1630—1637; с итал. — «Священные фасции») — поэма, написал 7 и опубликовал 2 из запланированных 14. Остальные были опубликованы уже после смерти Паллавичино, в 1686 году.
- Relazione scritta ad un'Amico delle feste celebrate nel Collegio Romano della Compagnia di Giesù per l’anno centesimo dopo la fondazione di essa (1640; с итал. — «Отчёт, написанный другу, о праздние, отмечавшемся в Римской коллегии Общества Иисуса по случаю её столетия») — отчёт о празднике. Вероятно, Паллавичино принимал также участие в его подготовке.
- L’Ermenegildo martire (1644; с итал. — «Мученик Герменегильд») — драма на итальянском языке. Была показана 3 февраля 1644 года лучшими студентами семинарии и опубликована в книжном формате в том же году. Представляла собой важный этап реформирования классической трагедии, в которой античный герой был заменён христианским мучеником.
- Del bene (1644; с итал. — «О добре») — сочинение на тему литературной теории.
- Considerazioni sopra l’arte dello stile e del dialogo (1646; с итал. — «Рассуждения о стиле и диалоге»); 2-е переработанное издание под названием Arte dello stile (с итал. — «Искусство стиля»); 3-е окончательное издание под названием Trattato dello stile e del dialogo (1662; с итал. — «Трактат о стиле и диалоге») — сочинение литературоведческого характера.
- Vindicationes Societatis Jesu (1649; с лат. — «Доказательства Общества Иисуса») — полемический ответ тем, кто считали, что иезуиты отошли от своего духовного начала и превратились в тираническую организацию.
- De incarnatione (с лат. — «О воплощении»), De gratia (с лат. — «О милости»), De caritate (с лат. — «О милосердии»), De fide (с лат. — «О вере»). Все 1645 — дидактические тексты. Были запрещены к использованию в преподавании, а в 1648 году — к распространению как содержащие неподобающие новые учения. Однако, данное решение было оспорено Паллавичино и после рассмотрения в ордене, запрет был снят. Опубликованы в 1649 году.
- Rime (1648; с итал. — «Стихи») — сборник поэзии.
- Prose (1649; с итал. — «Проза») — сборник прозаических сочинений.
- Istoria del Concilio di Trento ove insieme rifiutasi con autorevoli testimonianze un’Istoria falsa divulgata sull’istesso argomento da Pietro Soave Polano (в 2 томах, 1656—1657; с итал. — «История Тридентского собора, в которой собраны авторитетные свидетельства, опровергающие фальшивую Историю на ту же тему, распространённую Пьетро Соаве Полано[a]») — главное сочинение Палловичино, написанное по поручению римского папы Александра VII.

## Комментарии
1. ↑  Под этим псевдонимом опубликовал своё сочинение Паоло Сарпи.